# Chiesa di San Paolo (Monaco di Baviera)
La chiesa di San Paolo (in tedesco: Paulskirche) è stata la prima chiesa del quartiere di Ludwigsvorstadt a Monaco di Baviera. Fu costruita tra il 1892 ed il 1906 in stile neogotico da Georg von Hauberrisser, l'architetto della Stiria che costruì in contemporanea il Neues Rathaus, ovvero il municipio nuovo di Monaco.
Con il suo campanile alto 97 metri San Paolo non è solo una delle più alte chiese della città di Monaco ma anche, accanto al duomo, una delle più imponenti.

## Galleria d'immagini

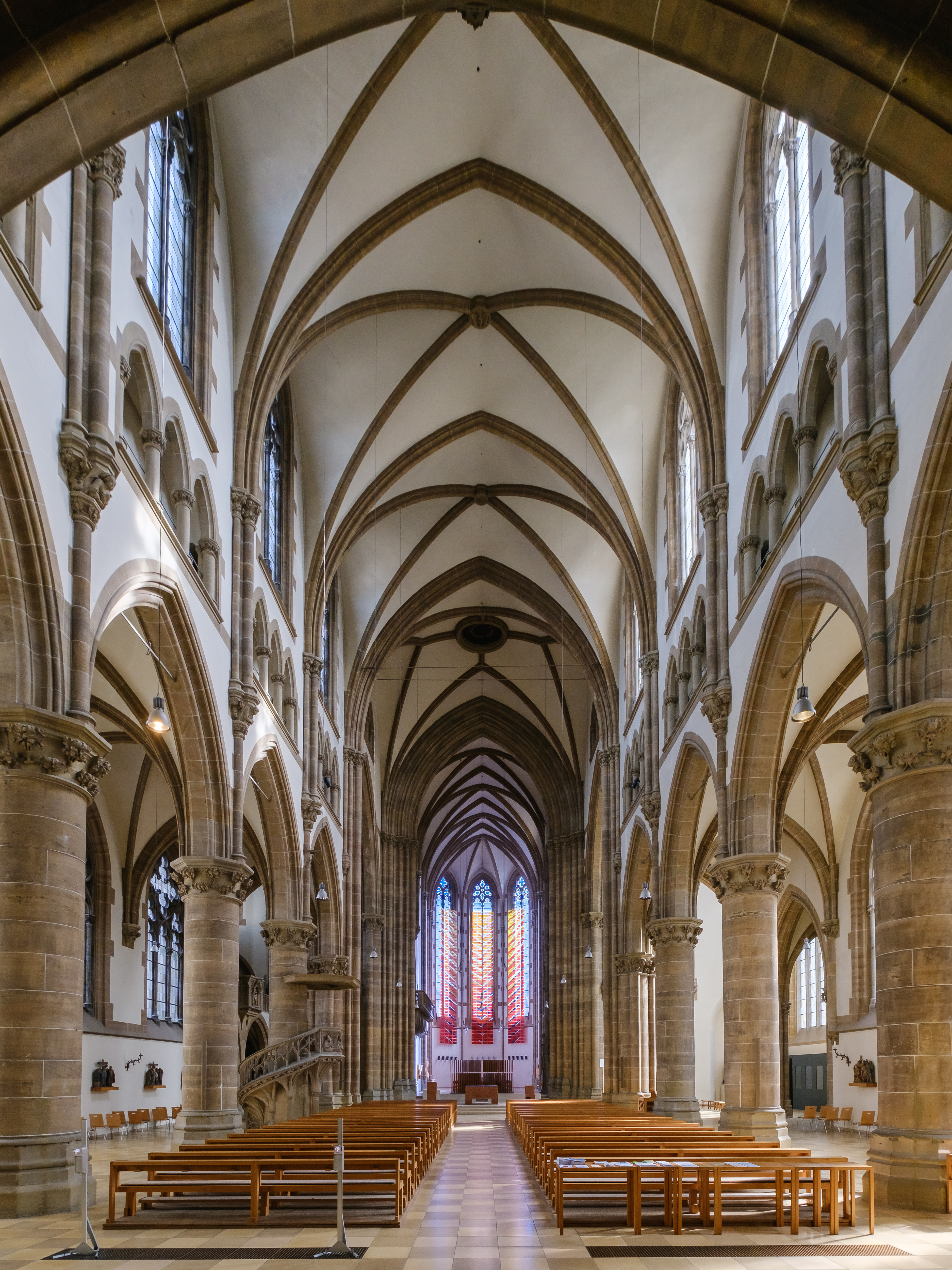
Vista dell'altare maggiore
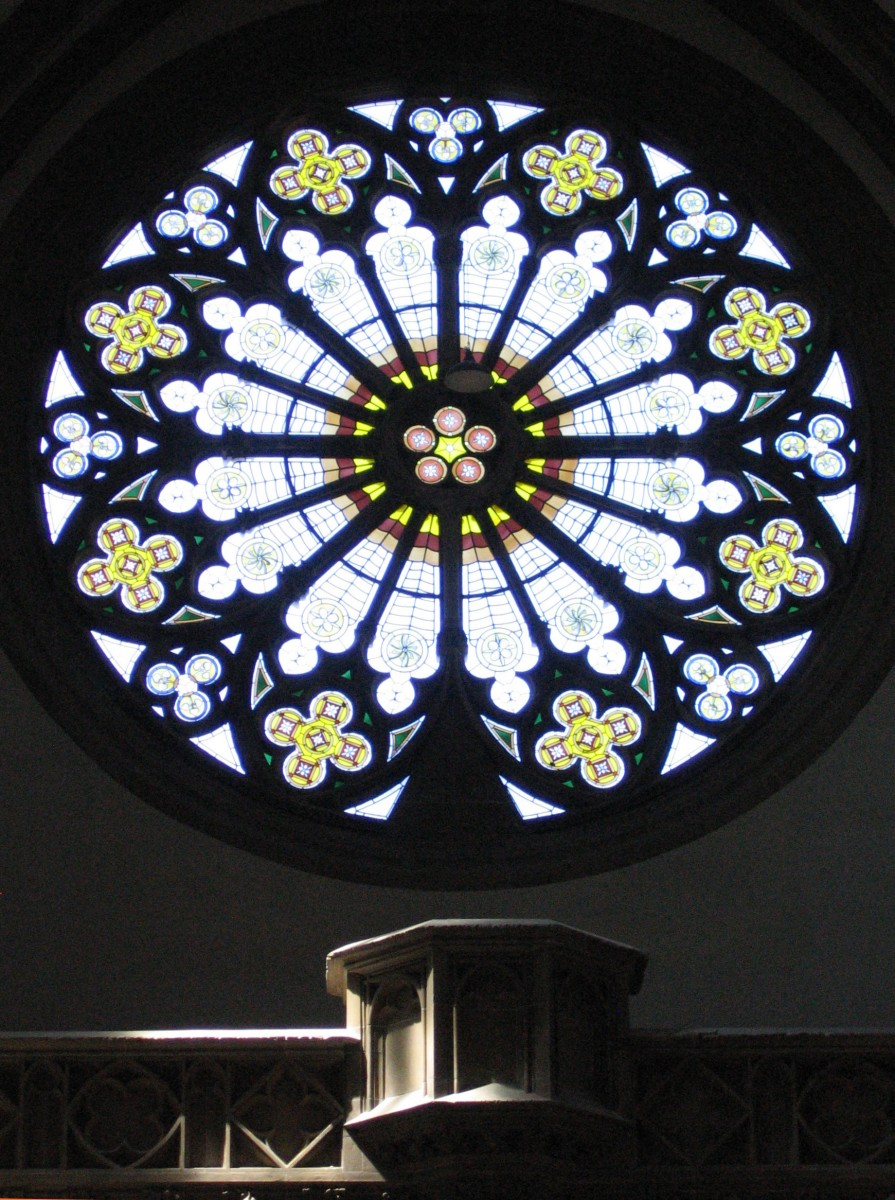
Finestra a rosone sopra l'ingresso
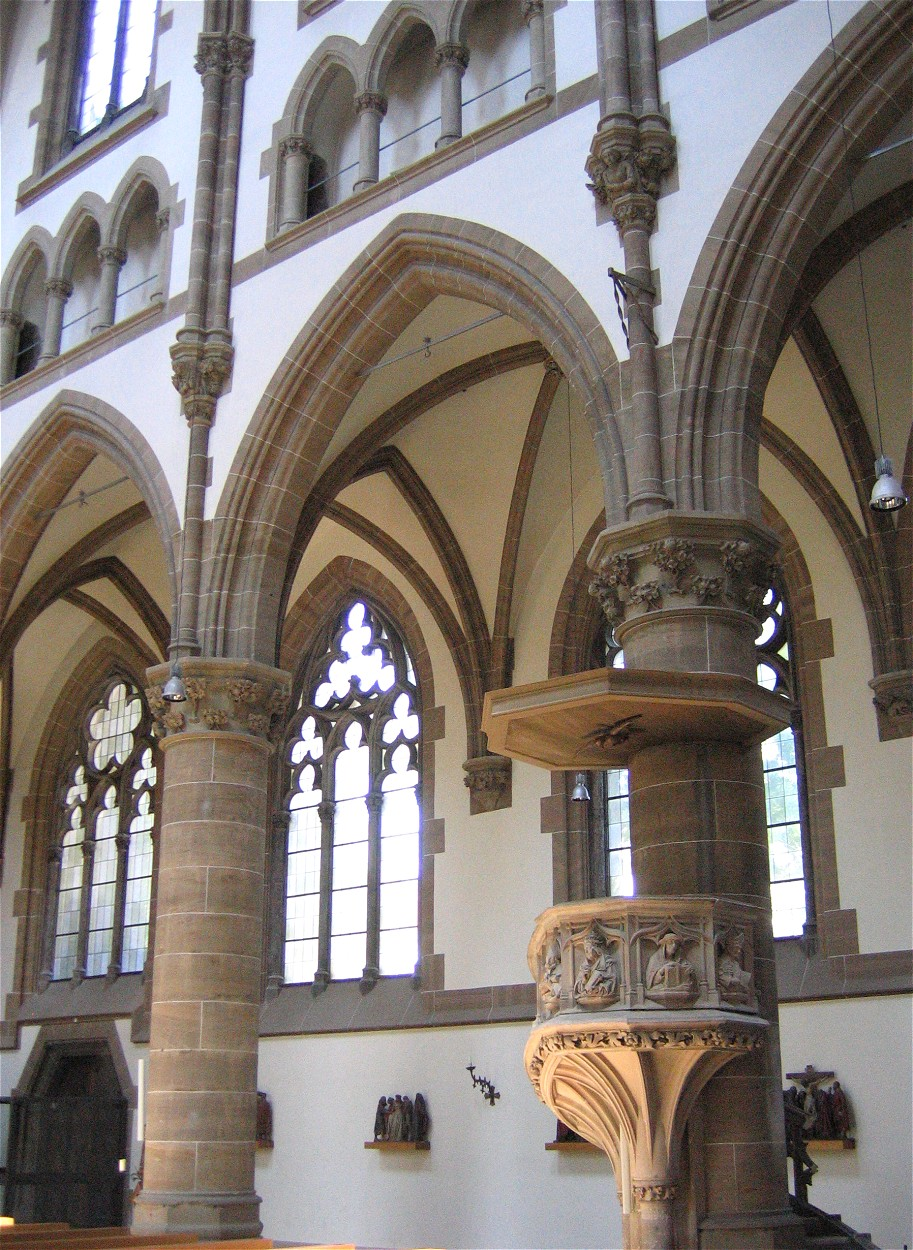
Interno con pulpito